# 祝君好
《祝君好》是香港男歌手張智霖於2000年推出的歌曲，由周禮茂填詞，曹圭萬作曲，黃丹儀編曲、監製。原曲是韓國歌手任昌丁的 Smile Again (하늘에서). 祝君好收錄於2000年11月23日由新藝寶發行的專輯《十指緊扣》中   。該歌曲是TVB電視劇《十月初五的月光》主題曲。